# Höhenburg

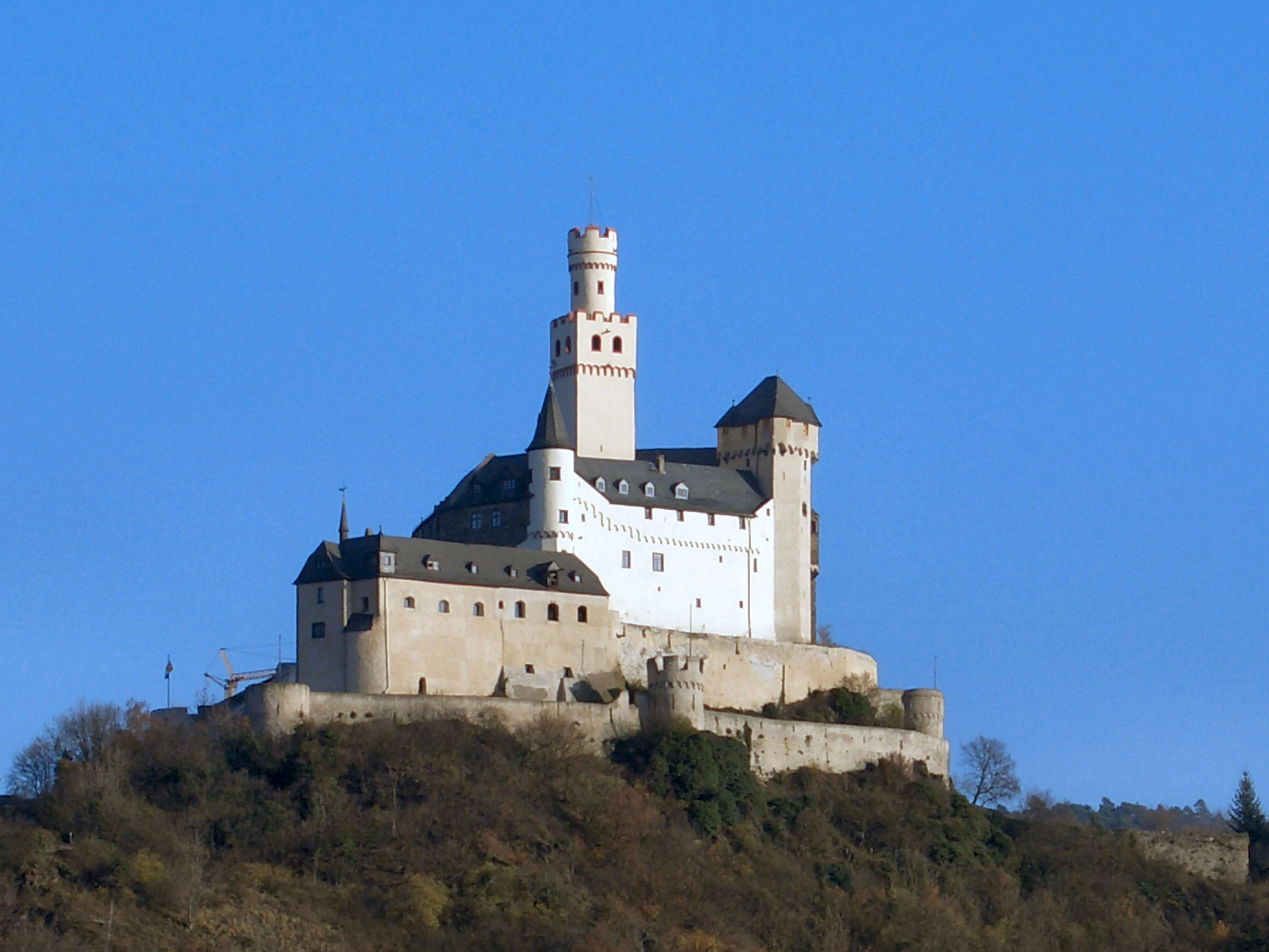
Die Marksburg ist ein typisches Beispiel für eine Höhenburg.

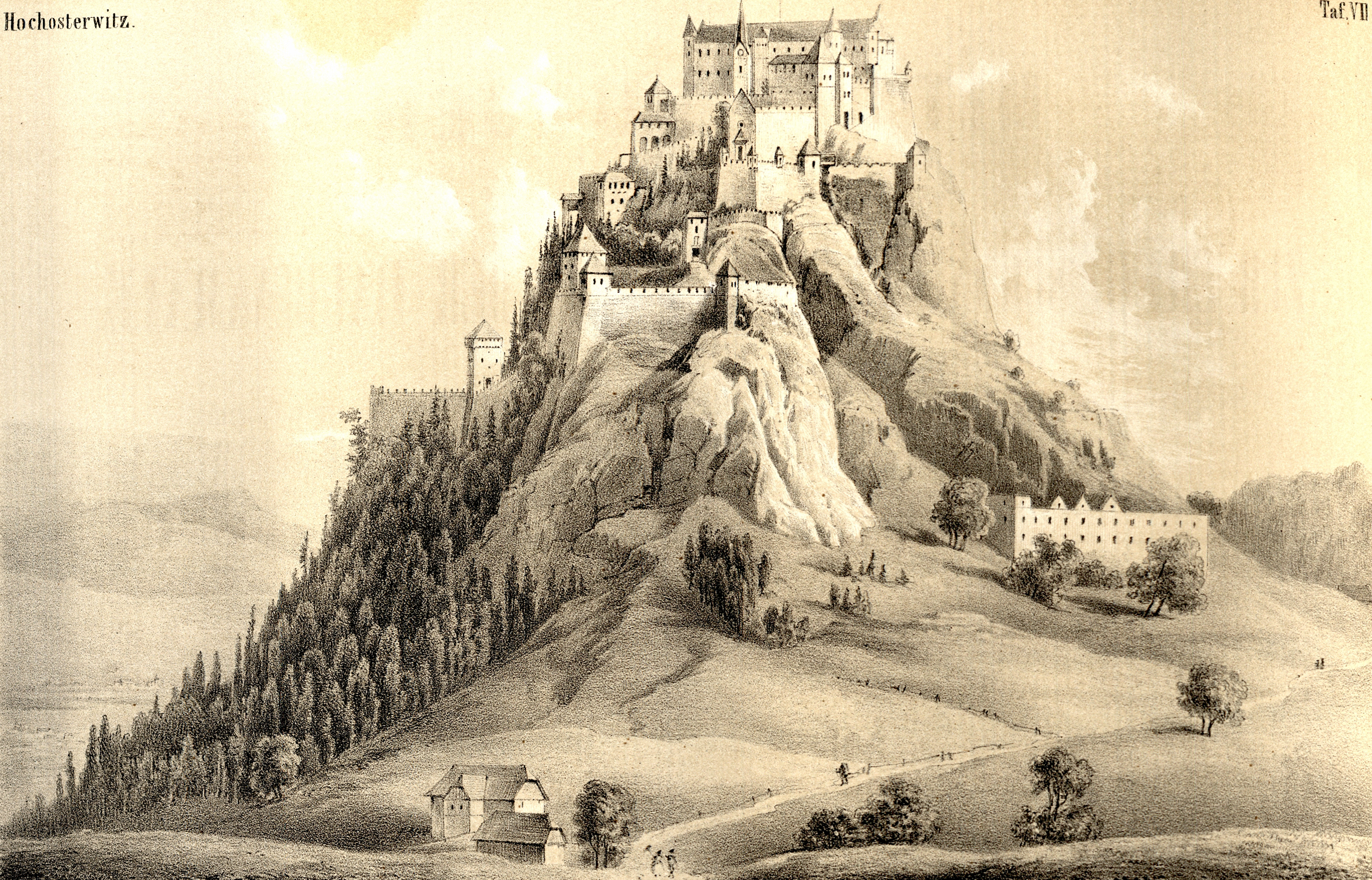
Die Burg Hochosterwitz um 1860, Josef von Scheiger

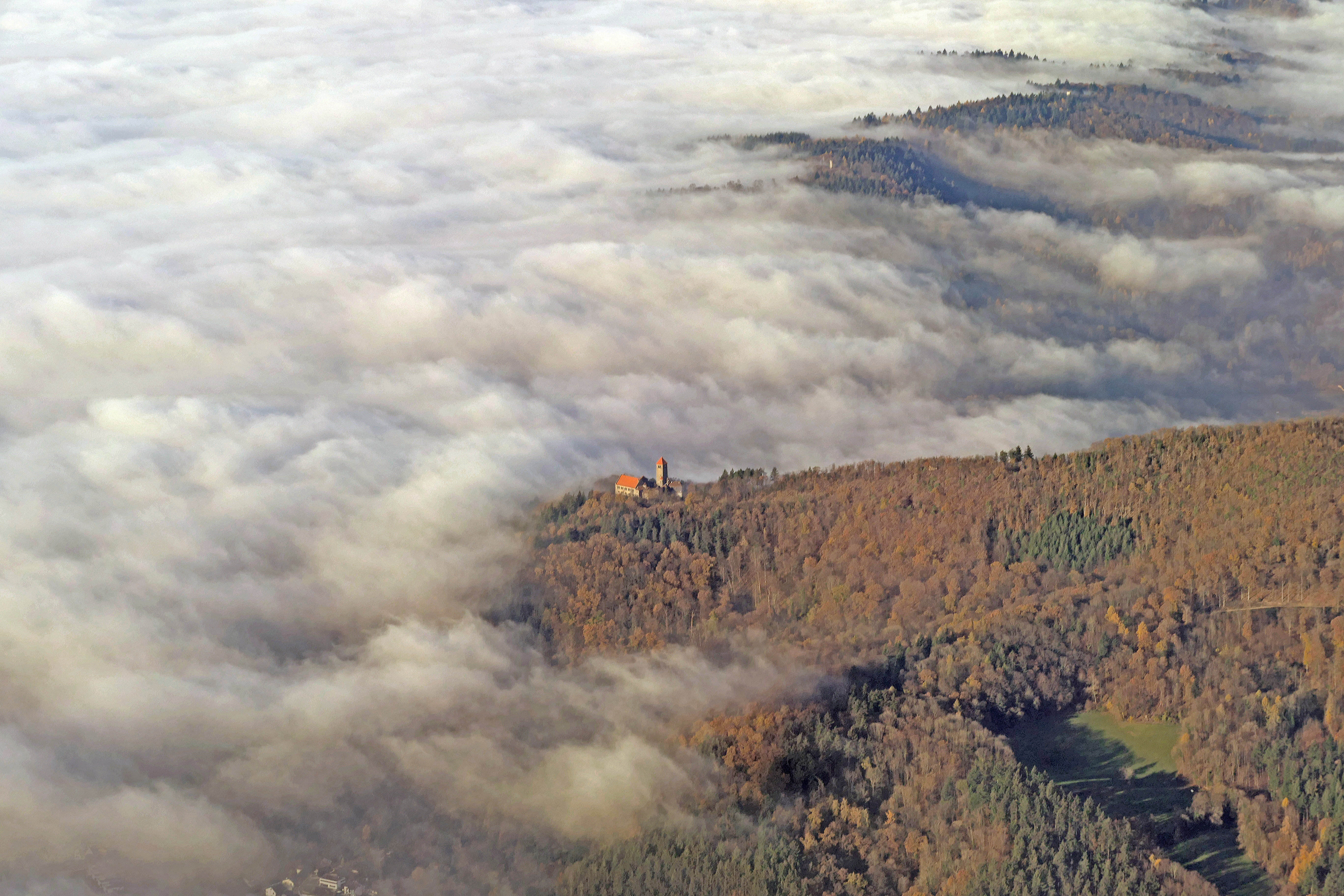
Luftbild der Wachenburg, einer Höhenburg oberhalb der Stadt Weinheim

Eine Höhenburg ist eine auf einer natürlichen Anhöhe errichtete Burg. Ihre Bezeichnung ergibt sich aus der Kategorisierung von Burganlagen anhand ihrer topografischen Lage. Nach dieser Unterteilung unterscheidet man Höhenburgen und Niederungsburgen (auch Flachlandburgen genannt).

## Typen
Höhenburgen können anhand ihrer genauen Höhenlage noch weiter unterteilt werden. Man unterscheidet:
- vier steile Seiten: Gipfelburgen, die auf dem Gipfel eines rundum steilen Berges liegen. (Beispiel: Marksburg)
- drei steile Seiten: Spornburgen, die an drei Seiten von steil abfallendem Gelände begrenzt sind, mit dem Berghang und dem meist höherliegenden Gipfel aber durch einen Kamm verbunden sind, auf dessen Seite sie verteidigt werden mussten. (Beispiel: Burg Kriebstein)
- zwei steile Seiten: Kammburgen, die auf einem Bergkamm oder -rücken errichtet wurden. (Beispiel: Burg Beckov)
- eine steile Seite: Hangburgen, die am Hang eines Berges errichtet wurden und so von einem ansteigenden Gelände überhöht werden. (Beispiel: Burg Ehrenfels)
- Felsenburgen: Burgen in unterschiedlichen Lagen, bei denen Felsformationen nicht nur Untergrund, sondern Teil der Befestigungsarchitektur sind.

## Geschichte
Als im 10./11. Jahrhundert Burgen ihren reinen Festungscharakter verloren und in verstärktem Maße adlige Wohnburgen aufkamen, wurde die Höhenburg aufgrund ihrer besseren Verteidigungsmöglichkeiten bevorzugt. Fast 66 Prozent aller heute bekannten Burgen haben eine solche Höhenlage.
Anfangs war die Errichtung einer Höhenburg nur dem dynastischen Adel vorbehalten. Ab dem 12. Jahrhundert erbauten auch vornehme Reichsministeriale repräsentative Höhenburgen, denen schließlich im 13. Jahrhundert auch der niedere Adel folgte.
Heute dienen Höhenburgen in erster Linie als Touristenattraktion, denn von dort hat man, teilweise gegen eine Eintrittsgebühr, eine gute Aussicht. Oft befindet sich dort auch eine Gastronomie oder man kann die Burganlagen innen besichtigen.